# 圆齿肉穗草
圆齿肉穗草（学名：Sarcopyramis crenata）为野牡丹科肉穗草属下的一个种。

## 扩展阅读
- 維基物種上的相關：圆齿肉穗草